# San Jose de Buenavista
San Jose is een gemeente in de Filipijnse provincie Antique op het eiland Panay. De gemeente is de hoofdstad van de provincie Antique. Bij de laatste census in 2007 had de gemeente bijna 55 duizend inwoners.

## Geografie

### Bestuurlijke indeling
San Jose is onderverdeeld in de volgende 28 barangays:
| - Atabay - Badiang - Barangay 1 - Barangay 2 - Barangay 3 - Barangay 4 - Barangay 5 - Barangay 6 - Barangay 7 - Barangay 8 - Bariri - Bugarot - Cansadan - Durog | - Funda-Dalipe - Igbonglo - Inabasan - Madrangca - Magcalon - Malaiba - Maybato Norte - Maybato Sur - Mojon - Pantao - San Angel - San Fernando - San Pedro - Supa |

## Demografie
San Jose had bij de census van 2007 een inwoneraantal van 54.871 mensen. Dit zijn 6.610 mensen (13,7%) meer dan bij de vorige census van 2000. De gemiddelde jaarlijkse groei komt daarmee uit op 1,79%, hetgeen lager is dan het landelijk jaarlijks gemiddelde over deze periode (2,04%).